# Billad, Jevargi
Billad là một làng thuộc tehsil Jevargi, huyện Gulbarga, bang Karnataka, Ấn Độ.